# 駒牽
駒牽（こまひき）とは、宮中行事の1つで毎年8月に東国に置かれた勅旨牧から貢進された馬を内裏南殿において天皇の御前にて披露した後に出席した公卿らに一部を下賜し、残りを馬寮・近衛府に分配する行事。
勅旨牧は信濃・甲斐・武蔵・上野の4国に及んだため、牧単位で分散して行われ、『延喜式』・『政事要略』によれば、8月のうちから8日間に分けて儀式が開かれた。また、『江家次第』によれば、東宮や上皇、それに摂関は不参であっても馬の下賜を受ける事が許された。ただし、摂関への下賜は天禄3年（972年）に恒例化されたものと考えられている。
また、儀式に先立って当日の朝に近衛府の将兵が貢進された馬を逢坂関で出迎える駒迎（こまむかえ）の儀式もあわせて行われていた。
後に信濃国の一部の勅旨牧（望月牧など）以外からの貢進は途絶えたが、奥州から予め購入あるいは現地の有力者から貢進された馬で不足分を補いながら、応仁の乱の頃まで断続的に続けられた。
なお、これとは別に毎年5月5日の節会に先立って、騎射・競馬の儀式の際に用いられる馬を親王・公卿ら及び畿内周辺諸国から献上された馬を天皇の御前に披露する駒牽の儀式もあった。